# Tithorea harmonia caissara
Tithorea harmonia caissara é uma subespécie de Tithorea harmonia, uma borboleta neotropical da família dos ninfalídeos (Nymphalidae), subfamília dos itomiíneos (Ithomiinae). É endêmica do Brasil.

## Distribuição e habitat
Tithorea harmonia caissara é uma subespécie de Tithorea harmonia e ocorre no sudeste do Brasil, desde o leste do estado de São Paulo ao norte do Espírito Santo, passando por Minas Gerais e Rio de Janeiro, nas encostas da Serra da Mantiqueira. Há registros recentes nos municípios paulistas de Serra Negra, Atibaia, Jundiaí e Mogi das Cruzes. Habita altitudes médias (de 600 a 900 metros) no Planalto Paulista e nas zonas de serra. Comparado a outra subespécie, Tithorea harmonia pseudethra, prefere lugares mais frios a altos. Voa em ambientes semiabertos em florestas preservadas, geralmente próximas a vales úmidos de pequenos rios de serra. Ao longo de sua extensão, ocorre em três áreas de conservação: Reversa Municipal da Serra do Japi, Parque Nacional do Itapetinga - Grota Funda e Parque Nacional do Itatiaia.

## Ecologia e conservação
Tithorea harmonia caissara visita flores brancas e vermelhas de diversas espécies, mas em especial da família das rubiáceas (Rubiaceae). Os juvenis preterem Prestonia coalita e P. acutilofia, das apocináceas (Apocynaceae), como plantas hospedeiras. Como outras espécies e subespécies, sofre diretamente por conta da perca e degradação de habitat por origem antropogênica. Além disso, hibridiza com muita facilidade com Tithorea harmonia pseudethra, o que pode contribuir para o desaparecimento de suas colônias. Em 2005, foi avaliada como vulnerável na Lista de Espécies da Fauna Ameaçadas do Espírito Santo; em 2010, como em perigo na Lista de Espécies Ameaçadas de Extinção da Fauna do Estado de Minas Gerais; em 2014, como em perigo no Livro Vermelho da Fauna Ameaçada de Extinção no Estado de São Paulo e como vulnerável na Portaria MMA N.º 444 de 17 de dezembro de 2014; e em 2018, como vulnerável no Livro Vermelho da Fauna Brasileira Ameaçada de Extinção do Instituto Chico Mendes de Conservação da Biodiversidade (ICMbio) e como possivelmente extinto na Lista das Espécies da Fauna Ameaçadas de Extinção no Estado do Rio de Janeiro.